# Шатонеф де Галор
Шатонеф де Галор (фр. Châteauneuf-de-Galaure) насеље је и општина у источној Француској у региону Рона-Алпи, у департману Дром која припада префектури Валанс.
По подацима из 2011. године у општини је живело 1588 становника, а густина насељености је износила 87,83 становника/km². Општина се простире на површини од 18,08 km². Налази се на средњој надморској висини од 325 метара (максималној 393 m, а минималној 222 m).

## Демографија
| 1962. | 1968. | 1975. | 1982. | 1990. | 1999. | 2011. |
| ----- | ----- | ----- | ----- | ----- | ----- | ----- |
| 1.124 | 1.153 | 1.153 | 1.252 | 1.246 | 1.276 | 1.588 |

График промене броја становника у току последњих година